# Jövő karácsonykor
A Jövő karácsonykor (eredeti cím: Meet Me Next Christmas) 2024-es amerikai karácsonyi romantikus filmvígjáték, amelyet Molly Haldeman és Camilla Rubis forgatókönyvéből Rusty Cundieff. A főbb szerepekben Christina Milian, Devale Ellis, Kofi Siriboe, Tymika Tafari, Mitch Grassi, Scott Hoying, Kirstin Maldonado, Kevin Olusola, Matt Sallee és Kalen Allen látható.
A filmet 2024. november 6-án mutatta be a Netflix.

## Cselekmény
Layla szeretne összejönni álmai pasijával, és egész New Yorkot végig kell futnia, hogy megpróbálja elcsípni a pillanat legkeresettebb belépőjegyét, mégpedig a Pentatonix karácsony esti koncertjére. Ott reméli, újra találkozhat Jamesszel, egy régi szerelmével a múltból, és az egyetlen ajándékkal, amire vágyik.

## Szereplők
| Szerep  | Színész           | Magyar hang      |
| ------- | ----------------- | ---------------- |
| Layla   | Christina Milian  | Zsigmond Tamara  |
| Teddy   | Devale Ellis      | Szabó Máté       |
| Mitch   | Mitch Grassi      | Pálmai Szabolcs  |
| Scott   | Scott Hoying      | Mészáros András  |
| Jordy   | Kalen Allen       | Pál Tamás        |
| Kirstin | Kirstin Maldonado | Haumann Petra    |
| Kevin   | Kevin Olusola     | Szántó Balázs    |
| Matt    | Matt Sallee       | Egressy G. Tamás |
| Roxy    | Tymika Tafari     | Peller Anna      |
| Becca   | Nikki Duval       | Hámori Eszter    |
| James   | Kofi Siriboe      | Gacsal Ádám      |
| Debra   | Theresa Tova      |                  |
| önmaga  | Priyanka          |                  |

### Magyar változat
- Magyar szöveg: Szemere Laura
- Hangmérnök: Bederna László
- Vágó: Pilipár Éva
- Gyártásvezető: Vígvári Ágnes
- Szinkronrendező: Orosz Ildikó
- Produkciós vezető: Fekete Márk

A szinkront a Direct Dub Studios készítette el.

## A film készítése
A filmet Rusty Cundieff rendezte, a forgatókönyvet pedig Molly Haldeman és Camilla Rubis írta. Mark Roberts a saját cégénél, Simon Lythgoe és Matt Code pedig vezető producerként működött közre. Mark Roberts a saját cége által producer, míg Simon Lythgoe és Matt Code vezető producerek voltak. Christina Milian lett a film főszereplője és egyben vezető producere is. A szereplők között szerepel még Kofi Siriboe, Devale Ellis, Kalen Allen és a zenei együttes Pentatonix is.
A forgatásra Torontóban került sor.